# 南京鼓楼
南京鼓楼是位于中华人民共和国南京城中心的一座明清建筑，建于1382年（明洪武十五年），位于北极阁以西的鼓楼岗上，占地9100平方米。在古代是进行击鼓报时、迎王、送妃、接诏等重大仪仗庆典的场所。
鼓楼分上、下两层。下层为砖石台座，是洪武遗物，拱形、无梁、呈城阙状，南北各有券门三道，四周有红墙，东西长44.04米，南北宽22.6米，高8.9米。上层原来与下层同样大小，有报时和仪仗用的大鼓2面、小鼓24面、云板1面、牙杖4根、点钟1只、铜壶滴漏1架、三眼画角24板，在鼓楼西侧原来还有钟楼。明亡后，钟楼和鼓楼上层的木建筑均毁，原有的报时设施散失。现存的上层楼台规模较原来为小，是1684年由清两江总督王新命在明朝台座的基础上重建的，建有大殿两层，屋顶为歇山顶重檐四落水木结构，名“畅观楼”。楼内树有王新命所立的一座戒碑，碑文记述康熙南巡江宁的景况及康熙对江南官员的训谕，故又将此楼称为“碑楼”，并在楼内正门墙上刻有楷书“碑楼”二字，但民间仍习称之为鼓楼。
1923年，鼓楼被辟为公园，供人们登高远眺。1957年，南京鼓楼被列为江苏省文物保护单位。
1955年，鼓楼区因此而得名。

## 交通

### 公共汽车
| 鼓楼公交总站 | 鼓楼公交总站 | 鼓楼公交总站 | 鼓楼公交总站  | 鼓楼公交总站              |
| 编号         | 路线         | 路线         | 路线          | 备注                      |
| ------------ | ------------ | ------------ | ------------- | ------------------------- |
| D2           | 扬子石化总站 | →            | 中山北路·鼓楼 | 原 鼓扬线                 |
| D2           | 扬子石化总站 | ←            | 鼓楼公交总站  | 原 鼓扬线                 |
| Y25          | 扬子石化公司 | →            | 中山北路·鼓楼 | D2 夜班；原 825（第一代） |
| Y25          | 扬子石化公司 | ←            | 鼓楼公交总站  | D2 夜班；原 825（第一代） |
| Y28          | 方州广场东   | →            | 中山北路·鼓楼 | 有人售票                  |
| Y28          | 方州广场东   | ←            | 鼓楼公交总站  | 有人售票                  |
| 26           | 小行小区     | ⇆            | 鼓楼公交总站  |                           |
| 67           | 鼓楼公交总站 | ⇆            | 南堡公园      |                           |
| 70           | 仙居雅苑     | ⇆            | 鼓楼公交总站  | 原 亚东线                 |
| 503          | 六合北站     | →            | 中山北路·鼓楼 | 有人售票；原 中六线       |
| 503          | 六合北站     | ←            | 鼓楼公交总站  | 有人售票；原 中六线       |

| 鼓楼公园   | 鼓楼公园       | 鼓楼公园 | 鼓楼公园       | 鼓楼公园 |
| 编号       | 路线           | 路线     | 路线           | 备注     |
| ---------- | -------------- | -------- | -------------- | -------- |
| 11敬老线   | 燕江新城总站   | ⇆        | 龙江新城市广场 |          |
| 20         | 莫愁湖公园西门 | →        | 明孝陵停车场   |          |
| 20         | 莫愁新寓       | ←        | 明孝陵停车场   |          |
| 20高峰区间 | 莫愁湖公园西门 | →        | 鼓楼公园       |          |
| 20高峰区间 | 莫愁新寓       | ←        | 鼓楼公园       |          |
| 20区间     | 莫愁湖公园西门 | →        | 白马公园       |          |
| 20区间     | 莫愁新寓       | ←        | 白马公园       |          |
| 552敬老线  | 江心洲总站     | ⇆        | 鼓楼公园       | 原 152   |
| 559        | 丁圩总站       | ⇆        | 鼓楼公园       |          |

### 地铁
- 南京地铁一号线、四号线鼓楼站

## 图片

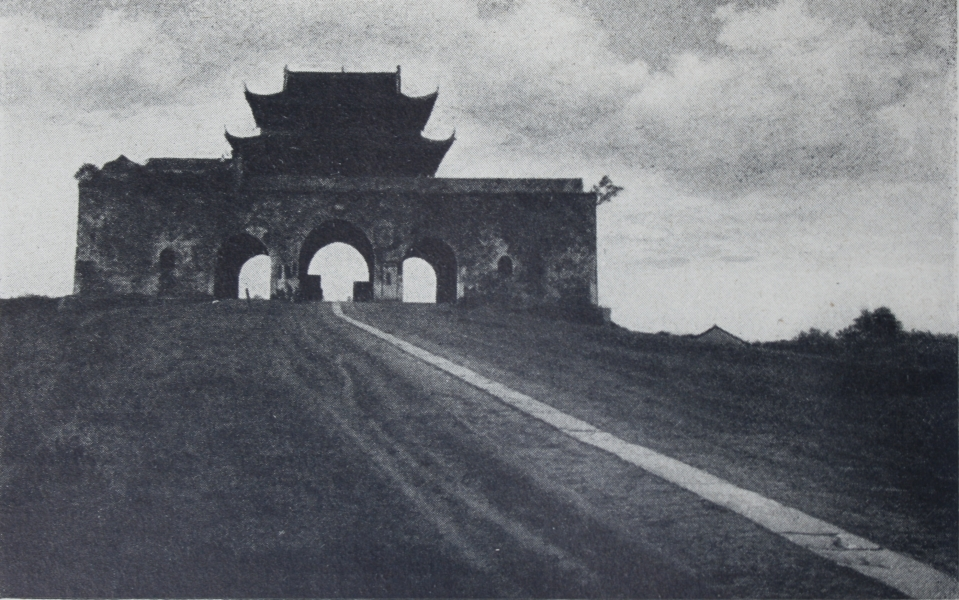
鼓楼旧影
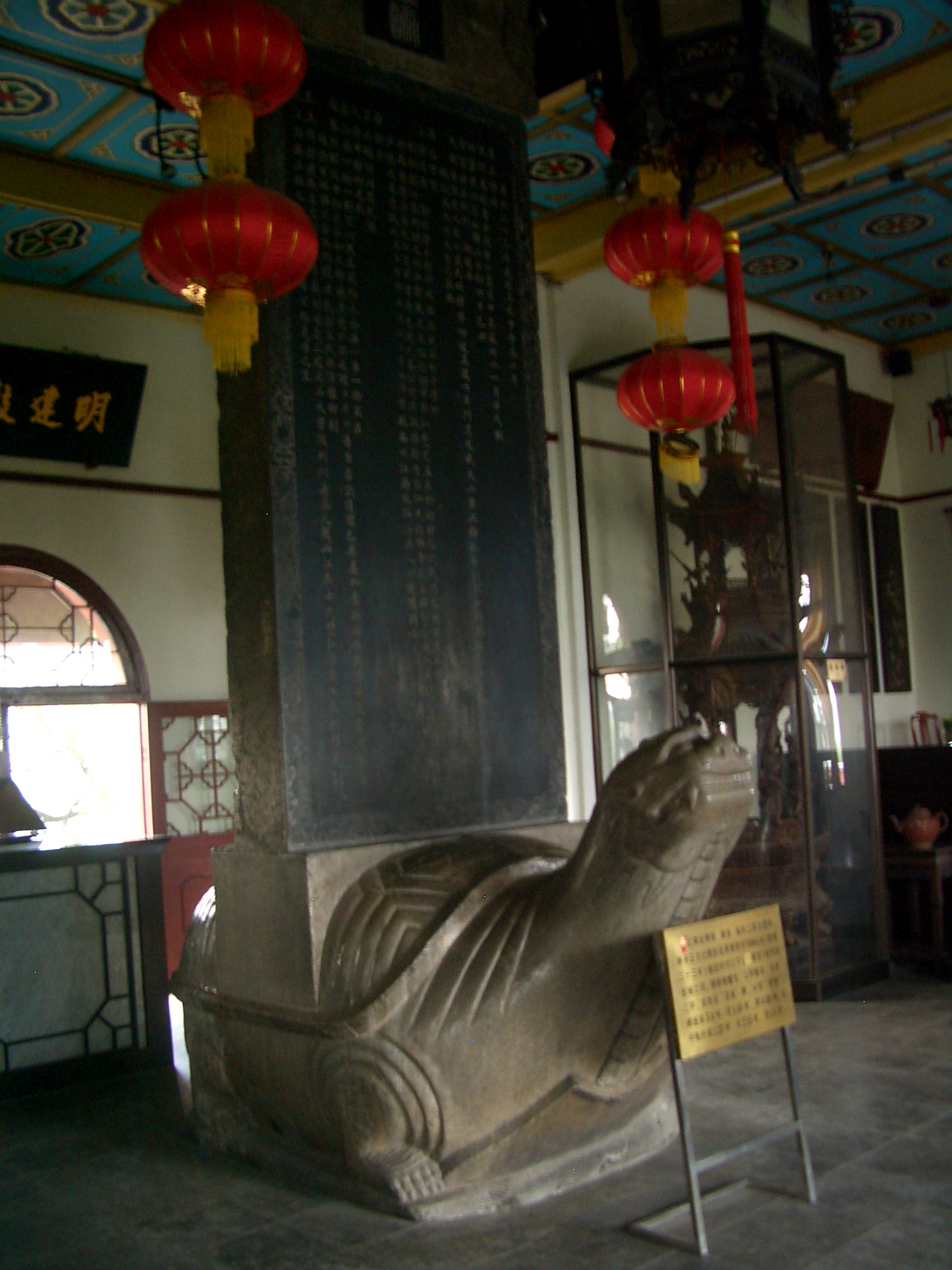
康熙帝南巡留下的圣谕碑
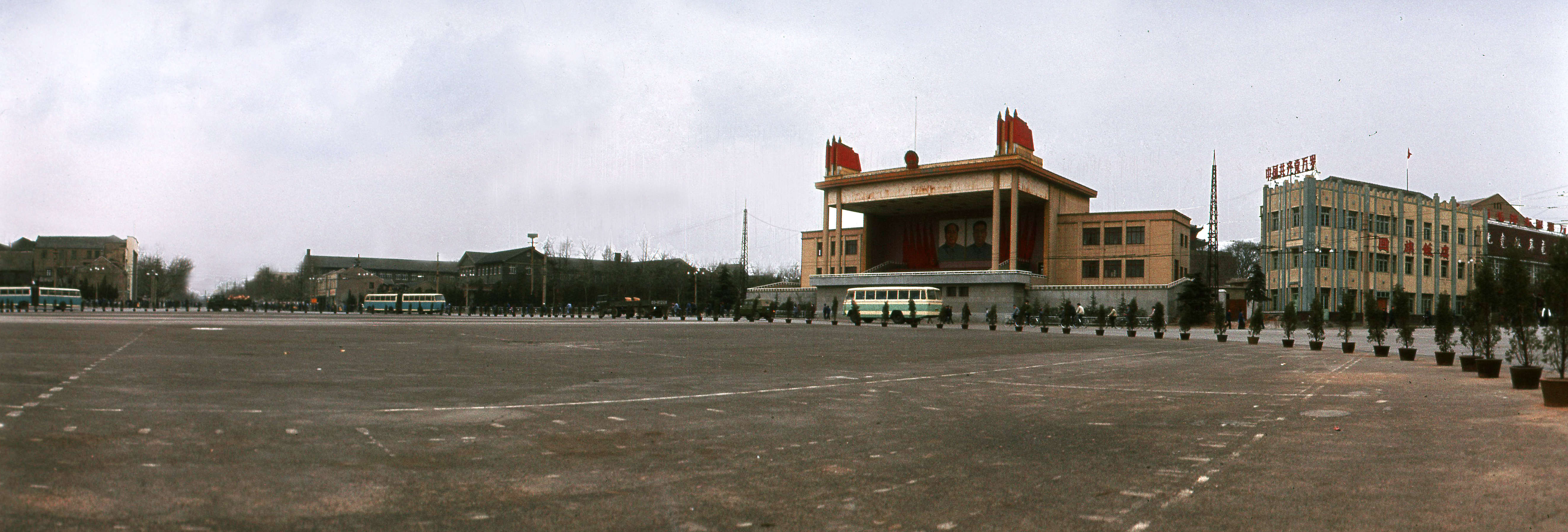
1978年鼓楼检阅台
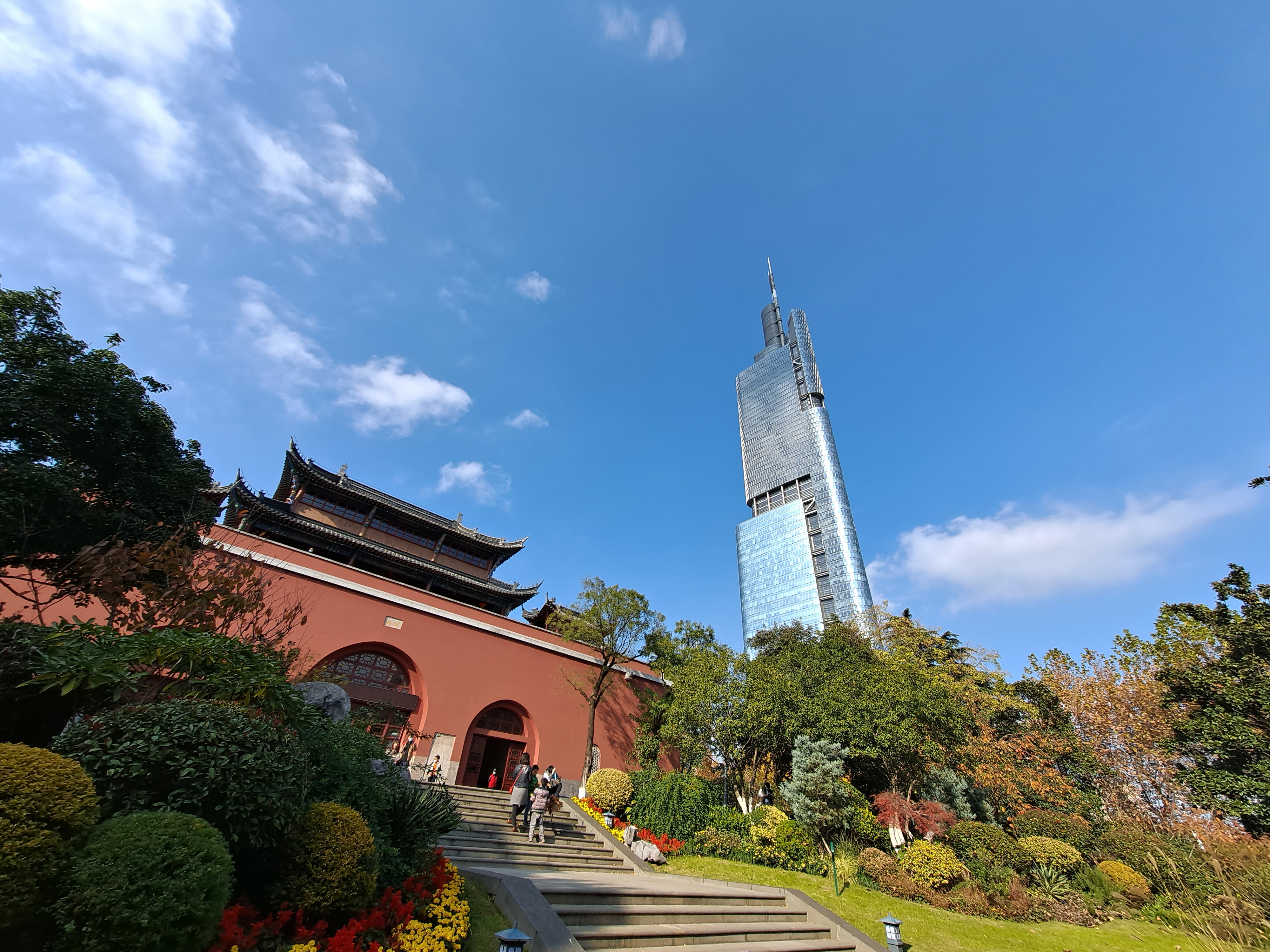
鼓楼与紫峰大厦